# Megacyllene florissantensis
Megacyllene florissantensis là một loài bọ cánh cứng trong họ Cerambycidae.